# Redebold och Gullborg
Redebold och Gullborg (klassifikation: SMB 15, TSB A 41) är en naturmytisk balladtyp med 52 listade varianter i Sveriges Medeltida Ballader (varav sju är finlandssvenska). 22 av varianterna är försedda med melodier. Den äldsta, efter Ingierd Gunnarsdotter, är från 1678.

## Handling
Redebold (alternativt t. ex. Ballerman, Hillebrand eller kung Valdemo) rymmer med skön Gullborg (eller t. ex. Ingeborg, liten Stina, konungens dotter). En stor samling av hennes släktingar anfaller dem. Redebold har bett Gullborg att inte uttala hans namn, men när han slagit ihjäl ett flertal av hennes släktingar ropar hon åt honom att höra upp, och råkar så ändå säga namnet. Redeborg och Gullborg fortsätter, men nu är Redeborg dödsmärkt. Redeborg och ofta Gullborg och hans moder dör.
Både handlingen och i vissa varianter namnen är likartade i balladen Hilla lilla, SMB 16.

## Paralleller på andra språk
Balladtypen finns också på danska (DgF 82 och 413 F), isländska (IFkv 16) och norska.